# Nguyễn Phước tộc
Nguyễn Phúc (chữ Hán: 阮福, thường được gọi là Nguyễn Phúc hoặc Nguyễn Phước ) là một nhánh của họ Nguyễn ở Việt Nam, nổi tiếng vì có các thành viên từng là chúa và hoàng tộc nhà Nguyễn (1558-1777, 1780-1945). Nguyễn Bặc (924-979), công thần khai quốc của nhà Đinh, là thủy tổ của dòng họ này.

## Phân bố
Hiện nay họ Nguyễn Phúc (Nguyễn Phước) có một nhánh tại làng Đại Quan, xã Đại Hưng, huyện Khoái Châu, tỉnh Hưng Yên; một nhánh tại làng Siêu Quần, xã Phong Bình, huyện Phong Điền, tỉnh Thừa Thiên Huế; một nhánh tại thôn đại vỹ và châu phong xã Liên Hà, huyện Đông Anh, Hà Nội; một nhánh tại thôn Lang Can xã Thanh Lang huyện Thanh Hà, tỉnh Hải Dương ; một nhánh nhỏ ở xã Thạch Xá, huyện Thạch Thất, thành phố Hà Nội; một nhánh ở xã Nam Cao, xã Vũ Công - huyện Kiến Xương và huyện Vũ Thư, tỉnh Thái Bình; và phường Hưng Dũng, thành phố Vinh, một nhóm ở xóm Yên Tiền, xã Diễn Thành, huyện Diễn Châu và xã Văn Thành, huyện Yên Thành, tỉnh Nghệ An; một nhánh ở xã Giao Yến, huyện Giao Thủy, tỉnh Nam Định; thêm một nhánh tại thôn 4 xã Nga Văn huyện Nga Sơn tỉnh Thanh Hóa, một nhánh tại làng An Dương thị trấn Bình Mỹ huyện Bình Lục tỉnh Hà Nam.

## Trưởng tộc
Danh sách liệt kê dưới đây lấy trong phả hệ gia tộc. Một số trường hợp các vị Hoàng đế bị Thực dân Pháp phế truất và tôn một vị thuộc nhánh khác lên nối ngôi. Nhánh "I" là nhánh chính thống. Nhánh của vua Dục Đức là 15.I, 16.I, 17.I, và 18.I, còn nhánh vua Đồng Khánh là 15.II, 16.II, 17.II, 18.II, và 18.III.
| Trưởng tộc Nguyễn Phúc | Trưởng tộc Nguyễn Phúc | Trưởng tộc Nguyễn Phúc          | Trưởng tộc Nguyễn Phúc                      | Trưởng tộc Nguyễn Phúc | Trưởng tộc Nguyễn Phúc | Trưởng tộc Nguyễn Phúc |
| Thứ tự                 | Sinh–mất               | Tại vị                          | Tên thật                                    | Niên hiệu              | Ghi chú | Nguồn                  |
| ---------------------- | ---------------------- | ------------------------------- | ------------------------------------------- | ---------------------- | --- | ---------------------- |
| 1                      | 1525–1545              |                                 | Nguyễn Kim                                  |                        | | [ 6 ]                  |
| Chúa Nguyễn            |                        |                                 |                                             |                        | |                        |
| 2                      | 1558–1613              | 1558–1613                       | Nguyễn Hoàng                                |                        | | [ 7 ]                  |
| 3                      | 1563–1635              | 1613–1635                       | Nguyễn Phúc Nguyên                          |                        | Người đầu tiên dùng tên đệm "Nguyễn Phúc"                                                                                           | [ 8 ]                  |
| 4                      | 1601–1648              | 1635–1648                       | Nguyễn Phúc Lan                             |                        | | [ 9 ]                  |
| 5                      | 1620–1687              | 1648–1687                       | Nguyễn Phúc Tần                             |                        | | [ 10 ]                 |
| 6                      | 1650–1691              | 1687–1691                       | Nguyễn Phúc Thái                            |                        | | [ 11 ]                 |
| 7                      | 1675–1725              | 1691–1725                       | Nguyễn Phúc Chu                             |                        | | [ 12 ]                 |
| 8                      | 1696–1738              | 1725–1738                       | Nguyễn Phúc Chú                             |                        | | [ 13 ]                 |
| 9                      | 1714–1765              | 1738–1765                       | Nguyễn Phúc Khoát                           |                        | | [ 14 ]                 |
| 10                     | 1754–1777              | 1765–1777                       | Nguyễn Phúc Thuần                           |                        | | [ 15 ]                 |
| Hoàng đế Việt Nam      |                        |                                 |                                             |                        | |                        |
| 11                     | 1762–1820              | 1802–1820                       | Nguyễn Phúc Ánh                             | Gia Long               | Con của Nguyễn Phúc Luân. | [ 16 ]                 |
| 12                     | 1791–1841              | 1820–1841                       | Nguyễn Phúc Đảm                             | Minh Mạng              | Con vua Gia Long. | [ 17 ]                 |
| 13                     | 1807–1847              | 1841–1847                       | Nguyễn Phúc Miên Tông                       | Thiệu Trị              | Con vua Minh Mạng. | [ 18 ]                 |
| 14.I                   | 1829–1883              | 1847–1883                       | Nguyễn Phúc Thì                             | Tự Đức                 | Con vua Thiệu Trị. | [ 19 ]                 |
| 15.I                   | 1852–1883              | 20–23 tháng 7 năm 1883          | Nguyễn Phúc Ưng Ái                          | Dục Đức                | Con của Nguyễn Phúc Hồng Y, cháu vua Thiệu Trị.                                                                                     | [ 20 ]                 |
| 14.II                  | 1847–1883              | 30 tháng 7–29 tháng 11 năm 1883 | Nguyễn Phúc Hồng Dật                        | Hiệp Hòa               | Con vua Thiệu Trị. | [ 21 ]                 |
| 15.III                 | 1869–1884              | 1883–1884                       | Nguyễn Phúc Ưng Đăng                        | Kiến Phúc              | Gọi Tự Đức bằng bác và được Tự Đức nhận làm con nuôi.                                                                               | [ 22 ]                 |
| 15.IV                  | 1872–1943              | 1884–1885                       | Nguyễn Phúc Ưng Lịch                        | Hàm Nghi               | Con của Nguyễn Phúc Hồng Cai, cháu vua Thiệu Trị.                                                                                   | [ 23 ]                 |
| 15.II                  | 1864–1889              | 1885–1889                       | Nguyễn Phúc Ưng Kỷ                          | Đồng Khánh             | Gọi Tự Đức bằng bác và được Tự Đức nhận làm con nuôi                                                                                | [ 24 ]                 |
| 16.I                   | 1879–1954              | 1889–1907                       | Nguyễn Phúc Bửu Lân                         | Thành Thái             | Con vua Dục Đức. Bị người Pháp phế truất và phải nhường ngôi cho con là Duy Tân.                                                    | [ 25 ]                 |
| 17.I                   | 1900–1945              | 1907–1916                       | Nguyễn Phúc Vĩnh San                        | Duy Tân                | Con vua Thành Thái. | [ 26 ]                 |
| 16.II                  | 1885–1925              | 1916–1925                       | Nguyễn Phúc Bửu Đảo                         | Khải Định              | Con vua Đồng Khánh. Ông lên ngôi sau khi vua Duy Tân bị Pháp phế truất, nên có sự khác nhau về thứ tự trong phả hệ.                 | [ 27 ]                 |
| 17.II                  | 1913–1997              | 1926–1945                       | Nguyễn Phúc Vĩnh Thụy                       | Bảo Đại                | Con vua Khải Định. Hoàng đế An Nam từ 1926 tới 1945, Hoàng đế Việt Nam năm 1945, và Quốc trưởng Quốc gia Việt Nam từ 1949 đến 1955. | [ 28 ]                 |
| Trưởng tộc sau 1997    |                        |                                 |                                             |                        | |                        |
| 18.II                  | 1934–2007              | 1997–2007                       | Nguyễn Phúc Bảo Long                        |                        | Trưởng tử của vua Bảo Đại. |                        |
| 18.III                 | 1944–2017              | 2007–2017                       | Nguyễn Phúc Bảo Thăng                       |                        | Em trai Bảo Long. |                        |
| 18.I                   | sinh 1933              | 2017–nay                        | Nguyễn Phúc Bảo Ngọc (Guy Georges Vĩnh San) |                        | Con cả vua Duy Tân. |                        |